# Dayah Keurako
Dayah Keurako is een bestuurslaag in het regentschap Pidie van de provincie Atjeh, Indonesië. Dayah Keurako telt 435 inwoners (volkstelling 2010).